# Tritée
Dans la mythologie grecque, Tritée, dite aussi Triteia ou Tritia (en grec ancien Τρίτεια), est la fille du dieu Triton et de la nymphe Tritonis. Avec le dieu Arès, elle eut pour fils Mélanippos qui fonda la ville de Tritaia en Achaïe. Tritée était une prêtresse dans le temple d'Athéna. Dans celui de la ville de Tritaia, il était coutume d'offrir des offrandes à Arès et Tritée.

## Famille

### Ascendance
Le dieu marin Triton décida de s'établir en Libye, en Afrique, au fond du lac de Tritonis. Il y fait la rencontre de la nymphe protectrice du lac, Tritonis, dont il tombe amoureux et avec laquelle il a deux filles : Pallas et Tritée. Cela fait de Triteia et de sa sœur les petites-filles de Poséidon et d'Amphitrite, les souverains des mers.

### Descendance
Tritée a une liaison avec Arès, le dieu de la guerre, dont naît Mélanippos, bâtisseur d’une cité qu'il nomma en l'honneur de sa mère et dont elle devient la déesse tutélaire.

## Fonction
Tritée fait partie des Haliades, nymphes descendantes des premières divinités maritimes, protectrices des plages et côtes rocheuses, et des Limnades, les naïades des lacs. Elle est plus précisément la gardienne de l’isthme de Corinthe, bande de terre qui relie le Péloponnèse à la Grèce continentale. C'est aussi une prêtresse de la déesse Athéna.

## Mythe
Tritée et sa sœur Pallas naissent toutes deux dans le lac de Tritonis, issues de l'union du dieu Triton et de la nymphe Tritonis.
Quelque temps plus tard, Ouranos et Gaïa prédisent à Zeus, le roi des dieux, qu'un fils né de Métis, sa première épouse, serait appelé à le supplanter. Celle-ci étant enceinte et Zeus étant effrayé par l'oracle, il avale l'Océanide. Peu après avoir avalé sa femme, Zeus ressent de douloureux maux de tête. Alors qu'il se trouve sur les bords du lac Tritonis, il ordonne à son fils Héphaïstos de lui fendre le crâne avec sa hache. Athéna, déesse des batailles, sort alors toute armée de son crâne.
Triton et Tritonis élèvent Athéna comme leur propre enfant, cette dernière se liant d'amitié avec leurs deux filles, en particulier avec Pallas. Malheureusement, lors d’un entraînement, Athéna tue cette dernière par accident. Éplorée, Athéna s'en va, créant cependant une statue à l'effigie de sa compagne perdu, le Palladium. Après son départ, Tritée se met à son service en tant que prêtresse.
Tritée a alors une liaison avec Arès, le dieu de la guerre, dont nait un fils: Mélanippos. Ce dernier bâtira une cité qu'il nommera en l'honneur de sa mère. Tritée étant une prêtresse d'Athéna, un temple dédié à cette dernière est construit dans la cité où les parents de Mélanippos, fondateur de la cité seront tous deux honorés.

## Mentions
Dans sa Description de la Grèce, Pausanias écrit:
(...) Arès s'accoupla avec Tritée, la fille de Triton, que cette jeune fille était prêtresse d'Athéna, et que Melanippos (Melanippus), le fils d'Arès et de Triteia, a fondé la ville [de Tritée en Achaïe] quand il a grandi, en la nommant d'après sa mère (...) Les gens ici sont habitués à sacrifier à la fois à Arès et à Tritée.

## Culte
Devant l’entrée de la cité de Tritée se dressait un tombeau de marbre blanc, orné par le peintre athénien Nicias. Les peintures y représentaient une très belle jeune femme assise sur une chaise d’ivoire entourée d'une servante tenant un parasol et d'un jeune homme vêtu de pourpre. Près de ce dernier se trouvait un esclave tenant des chiens de chasse et des javelots.
Déesse tutélaire de la ville, Tritée y était particulièrement honorée avec Arès, des sacrifices en leur honneur étant effectués au sein du temple d'Athéna.

## Sources
- Pausanias, Description de la Grèce [détail des éditions] [lire en ligne] (I, 14, 6).
- Encyclopédie ou Dictionnaire raisonné des sciences, des arts et des métiers de Denis Diderot et Jean le Rond d’Alembert, 1772
- Dictionnaire des Troyens de l’Iliade de Paul Wathelet
- La fille d’Athènes de Pierre Brulé, 1987